# ۱۸۰ (عدد)

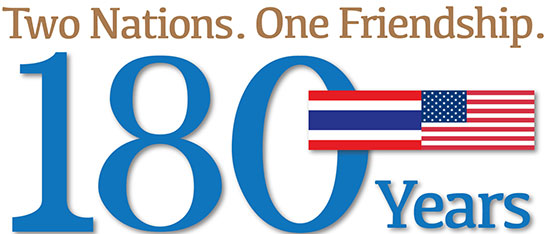
۱۸۰(صد و هشتاد) یک عدد طبیعی است که بعد از ۱۷۹ و قبل از ۱۸۱ قرار دارد.